# Nadawa
Nadawa – ilość surowca jednorazowo wprowadzana do aparatu chemicznego lub maszyny (wsad) w celu jego przetworzenia. Przykładowo może to być porcja węgla kamiennego umieszczona w piecu koksowniczym w celu przetworzenia go w koks. W przemyśle pojęcie to używane jest również w odniesieniu do procesów ciągłych. Określa wówczas strumień surowca w czasie. W technologiach membranowych, roztwór ciekły lub gazowy, który jest wprowadzany do modułu membranowego. Część substancji zawartej w nadawie jest aktywnie bądź pasywnie transportowana do fazy odbiorczej-permeatu.